# Гаркавенко, Михаил Романович
Михаи́л Рома́нович Гаркаве́нко (1863 — после 1917) — черкасский предприниматель и городской голова, член III Государственной думы от Киевской губернии.

## Биография
Православный. Личный почётный гражданин. Домовладелец города Черкасс.
По окончании городского училища занимался коммерческой деятельностью. Владел кирпичным и лесопильным заводами. В 1898 году был избран гласным Черкасской городской думы, а в 1901 — городским головой. С 1900 года состоял почетным блюстителем городского приходского училища.
11 октября 1908 года на дополнительных выборах был избран в Государственную думу на место скончавшегося священника К. Н. Рознатовского, сохранив при этом должность городского головы. Входил во фракцию умеренно-правых, с 3-й сессии — в русскую национальную фракцию. Состоял докладчиком комиссии о путях сообщения, членом комиссий: о торговле и промышленности, по рабочему вопросу, о путях сообщения, по городским делам.
Состоял действительным членом Киевского клуба русских националистов, возглавлял Черкасский отдел Всероссийского национального союза.
Судьба после 1917 года неизвестна. Был женат.